# کور دیزاین
کور دیزاین (به انگلیسی: Core Design) نام یک شرکت بازیسازی بریتانیایی است که عمده شهرت خود را مدیون ساخت مجموعه بازی‌های توم ریدر است.